# Shoals
La ville de Shoals est le siège du comté de Martin, situé dans l'Indiana, aux États-Unis. Sa population s’élevait à 756 habitants lors du recensement de 2010, estimée à 785 habitants en 2017.

## Source
- (en) Cet article est partiellement ou en totalité issu de l’article de Wikipédia en anglais intitulé « Shoals, Indiana » (voir la liste des auteurs).